# Pedro Reyes de los Ríos de Lamadrid
Pedro Reyes de los Ríos de Lamadrid, OSB (2 de agosto de 1657 – 6 de janeiro de 1714) foi um prelado católico romano que serviu como Bispo de Iucatão (1700–1714) e Bispo de Comayagua (1699–1700).

## Biografia
Pedro Reyes de los Ríos de Lamadrid nasceu em Sevilha, Espanha, a 2 de agosto de 1657, e foi ordenado sacerdote na Ordem de São Bento. No dia 11 de abril de 1699, foi nomeado bispo de Comayagua durante o papado de Inocêncio XII. A 28 de junho de 1699, foi consagrado bispo por Giuseppe Archinto, arcebispo de Milão, com Bartolomé de Ocampo y Mata, bispo de Plasencia, e Francisco Zapata Vera y Morales, bispo titular de Dara, servindo como co-consagradores. A 30 de março de 1700, foi nomeado pelo Papa Inocêncio XII como Bispo de Iucatão. Serviu como Bispo de Iucatão até à sua morte no dia 6 de janeiro de 1714.

## Sucessão episcopal
Enquanto bispo, Lamadrid foi o consagrador principal de:
- Dionísio Resino y Ormachea, Bispo Auxiliar de Santiago de Cuba (1707)

e co-consagrador principal de:
- Baltasar de Mendoza y Sandoval, Bispo de Segóvia (1699).